# Georgische Rugby-Union-Nationalmannschaft
Die georgische Rugby-Union-Nationalmannschaft (georgisch საქართველოს მორაგბეთა ეროვნული ნაკრები, Sakartwelos moragbeta erownuli nakrebi) ist die Nationalmannschaft Georgiens in der Sportart Rugby Union und repräsentiert das Land bei allen Länderspielen (Test Matches) der Männer. Ihr Spitzname „Lelos“ leitet sich von einem dem Rugby ähnlichen traditionellen Sport ab. Ein weiterer Spitzname, Bordschghalosnebi („Männer der Sonne“), leitet sich von der Bordschghali ab, dem traditionellen georgischen Symbol der Sonne. Die organisatorische Verantwortung trägt der 1964 gegründete und seit 1991 eigenständig agierende Verband Sakartwelos ragbis kawschiri (englisch: Georgian Rugby Union, GRU). Vom Weltverband World Rugby wird die georgische Nationalmannschaft in die zweite Stärkeklasse (second tier) eingeteilt. Damit gehört sie zu den stärkeren europäischen Teams außerhalb der Six Nations.
Das erste inoffizielle Länderspiel fand 1989 gegen Simbabwe statt, also noch vor der Unabhängigkeit Georgiens von der Sowjetunion; das erste Test Match folgte zwei Jahre später. Die Mannschaft errang bei Europameisterschaften bisher 17 Titel und klassierte sich vier Mal auf dem zweiten sowie zwei Mal auf dem dritten Platz. Traditionell spielt Georgien in weinroten Trikots mit weißen Hosen und weinroten Socken. Seine wichtigsten internationalen Auftritte hat das Team bei den alle vier Jahre stattfindenden Weltmeisterschaften. Georgien hat bisher an sechs Turnieren teilgenommen und bei der Weltmeisterschaft 2015 mit dem dritten Gruppenplatz sein bestes Ergebnis erreicht.

## Organisation
Verantwortlich für die Organisation von Rugby Union in Georgien ist die Sakartwelos ragbis kawschiri (englisch Georgian Rugby Union, GRU). Sie wurde 1964 gegründet und trat 1992 dem International Rugby Football Board (IRFB; heute World Rugby) bei. Außerdem trat die Sakartwelos ragbis kawschiri im selben Jahr dem Kontinentalverband Fédération internationale de rugby amateur (FIRA, heute Rugby Europe) bei.
Die höchste Rugby-Union-Liga in Georgien ist die halbprofessionelle Didi 10 („die großen Zehn“) mit zehn Mannschaften. Allerdings ziehen es zahlreiche Spieler wegen der besseren finanziellen Möglichkeiten vor, für Vereine in Frankreich oder anderen westeuropäischen Ländern zu spielen. Nicht in Westeuropa tätige Nationalspieler gehören meist der professionellen Mannschaft Black Lion an, die seit 2021 am Rugby Europe Super Cup teilnimmt. Neben der eigentlichen Nationalmannschaft ruft der Verband weitere Auswahlmannschaften zusammen. Georgia XV bildet die zweite Mannschaft. Hinzu kommt Georgia Sevens, die Nationalmannschaft für Siebener-Rugby. Wie andere Rugbynationen verfügt Georgien über eine U-20-Nationalmannschaft, die an den entsprechenden Europa- und Weltmeisterschaften teilnimmt. Kinder und Jugendliche werden hauptsächlich in Vereinen an den Rugbysport herangeführt, während der Schulsport eher von untergeordneter Bedeutung ist.

## Geschichte

### Entwicklung in der sowjetischen Ära
Wie in einigen anderen Rugbynationen geht die Popularität des Spiels in Georgien auf einen bereits bestehenden Volkssport zurück. Lelo burti („Feldball“) ist ein Vollkontakt-Ballspiel, das Rugby sehr ähnlich ist. Es soll schon in der Antike gespielt worden sein und wird in seiner traditionellen Form noch heute gelegentlich in ländlichen Regionen ausgeübt. Dabei treffen zwei Mannschaften mit mehreren hundert Spielern aufeinander. Ein überdimensionierter schwerer Ball dient als Spielgerät. Ziel des Spiels ist es, den Ball auf die andere Seite eines Feldes (lelo) zu befördern und dabei den Gegner zurückzudrängen. Vom Namen dieser traditionellen Sportart leitet sich das Wort lelo in der georgischen Sprache für einen Versuch ab, ebenso einer der Spitznamen für die Mannschaft.
In der Georgischen Sozialistischen Sowjetrepublik hatte Rugby trotz der Ähnlichkeit mit Lelo burti anfänglich einen schweren Stand. Versuche zur Etablierung scheiterten vor allem am politischen Widerstand der Kommunisten, erstmals 1928. Beispielsweise erließ Josef Stalin, der aus Georgien stammende Herrscher der Sowjetunion, im Jahr 1947 sogar ein vorübergehendes Verbot. Seiner Meinung nach war Rugby wegen der elitären britischen Herkunft zu sehr ein Symbol der Bourgeoisie und damit nicht mit den Werten des Kommunismus vereinbar. Nach dem Ende der stalinistischen Ära begann der Rugbysport in den 1950er und 1960er Jahren Fuß zu fassen, insbesondere bei Studenten. Maßgeblich dafür verantwortlich war der französische Lehrer Jacques Haspékian, ein früherer Spieler bei Lyon Olympique Universitaire. 1959 reiste er zunächst nach Armenien, der Heimat seiner Vorfahren, um Rugby dort bekanntzumachen. Die armenischen Behörden verweigerten jedoch jegliche Zusammenarbeit. Sie waren der Ansicht, Rugby könne in einem Land, das Wertschätzung für das Proletariat zeige, nicht gespielt werden. Im benachbarten Georgien stieß Haspékian auf weitaus mehr Wohlwollen. Mit Unterstützung des Fußballvereins Dinamo Tiflis gelang es ihm, Rugby zu etablieren, obwohl die georgischen Behörden zu Beginn völlig uninteressiert waren und in allen Bereichen erheblicher Mangel herrschte. Haspékian kehrte 1964 nach Frankreich zurück und der Kontakt brach ab, doch die Grundlagen für die weitere Entwicklung waren nun vorhanden.
Ebenfalls 1964 erfolgte die Gründung des georgischen Rugbyverbandes, der dem sowjetischen Verband unterstand. Nach der Wiederbelebung der sowjetischen Meisterschaft im Jahr 1966, die fast drei Jahrzehnte lang geruht hatte, waren georgische Vereine von Anfang an konkurrenzfähig. In der ab 1974 bestehenden sowjetischen Nationalmannschaft stellte Georgien stets einen bedeutenden Teil der Spieler, manchmal sogar mehr als die Hälfte der Startaufstellung. 1978 gewann erstmals ein georgischer Verein den zwei Jahre zuvor eingeführten sowjetischen Rugbypokal und Mitte der 1980er Jahre dominierte der RC Aia Kutaissi die Meisterschaft. Am 12. September 1989 empfing eine Auswahl des georgischen Verbandes die durch Europa tourende simbabwische Nationalmannschaft; in Kutaissi fand ein inoffizielles Länderspiel statt, das mit 16:3 gewonnen werden konnte. Im April 1990 fand ein Gegenbesuch in Simbabwe statt, die inoffiziellen Länderspiele endeten mit je einem Sieg und einer Niederlage.

### Erste Länderspiele unter schwierigen Voraussetzungen
Georgien erlangte am 9. April 1991 die Unabhängigkeit und der georgische Verband war ab dem 27. Mai desselben Jahres ebenfalls eigenständig. Er hatte bereits 1990 um die Aufnahme in den International Rugby Football Board (IRFB; heute World Rugby) ersucht, doch der Antrag war zunächst abgelehnt worden. Der Beitritt erfolgte schließlich im Februar 1992. Geeignete Gegner zu finden, erwies sich zu Beginn als schwierig, da die meisten anderen ehemaligen Sowjetrepubliken die sowjetische Nationalmannschaft noch bis Ende 1991 unter der Bezeichnung Gemeinschaft Unabhängiger Staaten aufrechterhielten: nur die Ukraine bot sich an. Gegen diese Mannschaft fand am 21. November 1991 in Tiflis das erste Test Match statt, das mit einem 19:15-Sieg endete. Auch in den drei folgenden Test Matches gab es Siege über die Ukraine. Die Aufnahme in den IRFB und den Kontinentalverband FIRA (heute Rugby Europe) ermöglichte ab Juli 1992 die Teilnahme an Europameisterschaften, wobei die Georgier als Neulinge in der dritten Division beginnen mussten. Mit einem Sieg über die Schweiz und einem Unentschieden gegen Luxemburg während des FIRA-Pokals 1992–1994 gelang sogleich der Aufstieg in die zweite Division. Das Heimspiel gegen Lettland konnte nicht ausgetragen werden, denn aufgrund der prekären Sicherheitslage im Westen des Landes (Georgisch-Abchasischer Krieg) weigerten sich die Letten anzutreten. Beim FIRA-Pokal 1994–1997 belegte Georgien den zweiten Platz hinter den Niederlanden.
Angesichts des bis Ende 1993 anhaltenden bürgerkriegsähnlichen Zustandes und der nachfolgenden schweren Wirtschaftskrise waren diese Erfolge erstaunlich, denn es fehlte in allen Bereichen an Ressourcen und vieles musste improvisiert werden. Beispielsweise standen Mitte der 1990er Jahre lediglich zwei Rugbybälle für das Training zur Verfügung. Während die besten Rugbynationen für das Üben des Gedränges spezialisierte Maschinen zur Erzeugung des Gegendrucks einsetzten, mussten sich die Georgier damit begnügen, einen alten Traktor zu stoßen. Anstatt für das Trainieren des Tacklings speziell angefertigte Kunststoffsäcke zu verwenden, warfen sich die Spieler auf Säcke aus Denimstoff, die mit Gummi gefüllt und mit einer Haushaltsnähmaschine zusammengenäht worden waren. Im Oktober 1994 war die Nationalmannschaft zu Besuch in Frankreich und sorgte mit einem 23:12-Sieg über die Regionalauswahl von Languedoc-Roussillon für großes Aufsehen. Als der IRFB im August 1995 sämtliche Beschränkungen bezüglich Bezahlung der Spieler aufhob und somit die professionelle Ära von Rugby Union einläutete, begannen französische Vereine unterer Spielklassen sogleich georgische Spieler unter Vertrag zu nehmen.
Der ohnehin schon beträchtliche französische Einfluss verstärkte sich 1997 mit der Verpflichtung von Claude Saurel als Nationaltrainer. Dank seines weitreichenden Beziehungsnetzes gelang es ihm während seiner sechs Jahre dauernden Amtszeit zahlreiche Nationalspieler an Vereine der höchsten französischen Liga zu vermitteln, was sich positiv auf die Qualität der technischen und taktischen Fähigkeiten auszuwirken begann. Georgien beteiligte sich 1998 erstmals an einer WM-Qualifikation. Die Mannschaft stieß bis in die Play-off-Runde vor, in der sie im März 1999 zweimal auf Tonga traf. Während sie das erste Spiel auswärts in Nukuʻalofa mit 6:37 verlor, gewann sie das Rückspiel in Tiflis mit 28:27; das Gesamtergebnis betrug 64:34 zugunsten Tongas.

### Etablierung in Europa

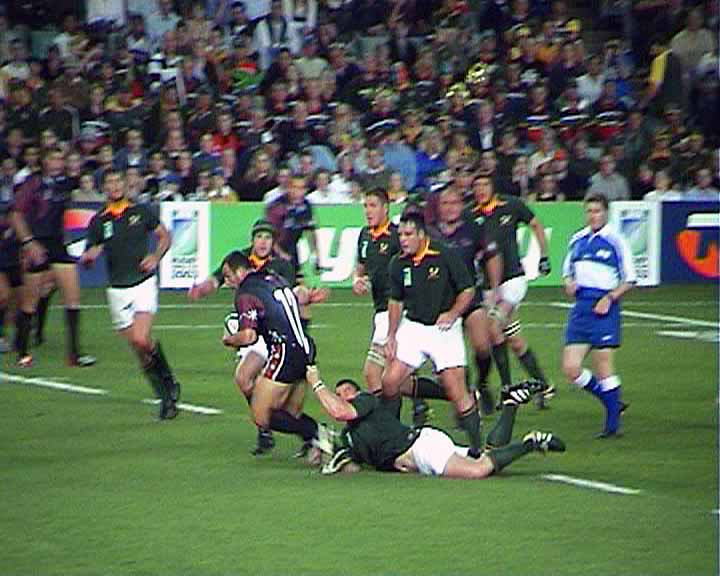
Weltmeisterschaft 2003 – Spiel gegen Südafrika

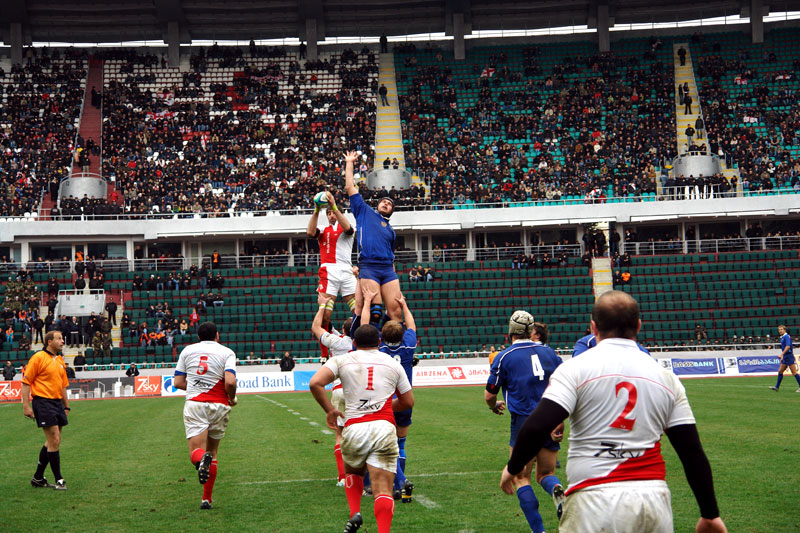
Spiel gegen Russland (2007)

Nachdem sich die Nationalteams von Frankreich und Italien aus der Europameisterschaft zurückgezogen hatten, begann der allmähliche Aufstieg Georgiens zur dominierenden Mannschaft in diesem Wettbewerb. Dabei erwies sich Rumänien als härtester Konkurrent. In der ersten Ausgabe des European Nations Cup (wie der reformierte Wettbewerb nun hieß) erzielte Georgien im Jahr 2000 mit drei Siegen und zwei Niederlagen den dritten Platz. Beim European Nations Cup 2000/01 blieb Georgien in allen fünf Spielen unbesiegt und holte sich erstmals den Europameistertitel; ausschlaggebend für diesen Erfolg war insbesondere der 30:21-Auswärtssieg über Titelverteidiger Rumänien in Bukarest. Beim European Nations Cup 2001/02 spielten die Georgier gegen den großen Rivalen Russland unentschieden und im letzten Heimspiel mussten sie eine 23:31-Niederlage gegen Rumänien hinnehmen, denen sie den sicher geglaubten Europameistertitel überlassen mussten. In dieser Partie spielten beide Mannschaften erstmals auch um den neu eingeführten Antim Cup.
Im September und Oktober 2002 trugen Georgien, Irland und Russland ein Qualifikationsturnier um zwei Startplätze für die nächste WM-Endrunde aus. Die Iren waren das erste Team der ersten Stärkeklasse, gegen das die Georgier antraten. Den Erwartungen entsprechend endete das Spiel in Dublin mit einer deutlichen 14:63-Niederlage. Die Entscheidung um den zweiten Startplatz fiel daraufhin zuhause gegen Russland, beiden Teams winkte bei einem Sieg die erstmalige Teilnahme an einer Weltmeisterschaft. 50.000 Zuschauer waren im Tifliser Nationalstadion anwesend, als sich Georgien knapp mit 17:13 durchsetzte. Das erstmalige Erreichen der Endrunde gilt als einer der bis dahin größten Erfolge der georgischen Sportgeschichte. Im ersten Spiel der in Australien stattfindenden Weltmeisterschaft 2003 traf Georgien auf den späteren Weltmeister England und musste eine 6:84-Niederlage hinnehmen, bis heute die höchste überhaupt. Auch gegen Samoa (9:46) und Südafrika (19:46) blieben die Georgier chancenlos. Nur gegen Uruguay konnten sie einigermaßen mithalten, verloren aber auch diese Begegnung mit 12:24. Dennoch wurde allein die Teilnahme als großer Erfolg angesehen.
Beim European Nations Cup 2002–2004, der sich nach einer Modusänderung über zwei Jahre erstreckte, musste sich Georgien hinter Portugal und Rumänien mit dem dritten Platz begnügen. Der European Nations Cup 2004–2006 diente gleichzeitig als erster Teil der WM-Qualifikation. Sowohl Georgien als auch Rumänien wiesen am Ende je acht Siege und zwei Niederlagen auf, aufgrund der schlechteren Punktedifferenz belegte Georgien den zweiten Platz. Der zweite Teil der WM-Qualifikation im Oktober 2006 bestand aus einem kleinen Rundenturnier. Auch dort musste sich Georgien Rumänien geschlagen geben und eine weitere Runde gegen Portugal bestreiten. In zwei Spielen setzte sich Georgien mit einem Gesamtergebnis von 28:14 durch, wodurch es die direkte Qualifikation ohne Umweg über eine weitere Relegationsrunde schaffte. Als Teil der WM-Vorbereitung beteiligte sich Georgien im Juni 2007 erstmals am IRB Nations Cup und belegte den dritten Platz unter sechs Teilnehmern.
Bei der Weltmeisterschaft 2007 in Frankreich sorgten die Georgier für Überraschungen. Beim Auftaktspiel gegen den späteren WM-Dritten Argentinien gelang es ihnen, zur Halbzeitpause nur mit 3:6 zurückzuliegen, mussten sich dann aber doch mit 3:33 geschlagen geben. Im darauf folgenden Spiel gegen Irland, einem der meistgenannten Anwärter auf den Titel, gelang beinahe eine Sensation. Georgien brachte den haushohen Favoriten an den Rand einer Niederlage und musste sich nur mit 10:14 geschlagen geben. In den letzten fünf Minuten der Partie drängten die Georgier ihre Gegner weit in deren eigene Hälfte zurück, doch es gelang ihnen nicht mehr, die entscheidenden Punkte zu erzielen. Im dritten Spiel der Vorrunde gelang der erste Sieg bei einer Weltmeisterschaft, ein klares 30:0 über Namibia. Das abschließende Spiel gegen Gastgeber Frankreich ging hingegen mit 7:64 verloren. Die Mannschaft erhielt besonders für ihre Leistung gegen Irland internationale Anerkennung und sorgte unter anderem dafür, dass auch bei den kommenden Weltmeisterschaften 20 Mannschaften teilnehmen würden. Der IRB hatte zuvor aufgrund der relativ großen Qualitätsunterschiede zwischen den Teams der einzelnen Stärkeklassen eine Reduzierung auf 16 Mannschaften angestrebt, sah dann aber nicht zuletzt wegen des Abschneidens Georgiens davon ab.
Überlegen entschied Georgien den European Nations Cup 2006–2008 für sich und musste in zehn Spielen nur eine Auswärtsniederlage gegen Portugal hinnehmen. Im April 2007 gelang der bis heute höchste Sieg in einem Test Match, ein 98:3 zuhause gegen Tschechien. Im Juni 2009 nahm Georgien das einzige Mal am Churchill Cup teil und verlor alle drei ausgetragenen Partien gegen die irischen Reserven, Kanada und die Vereinigten Staaten. Gegen die beiden nordamerikanischen Teams gelang jedoch bereits im Rahmen der End-of-year Internationals 2010 eine Revanche mit je einem Heimsieg. Für den European Nations Cup 2008–2010 nahm Rugby Europe eine Regeländerung vor: Der zwei Jahre dauernde Gesamtwettbewerb diente als WM-Qualifikation, während neu für beide ausgetragenen Jahresrunden ein separater Europameistertitel vergeben wurde. 2009 errang Georgien den Titel (den dritten insgesamt), 2010 resultierte der zweite Platz hinter Rumänien. Zusammen ergab dies den ersten Platz in der Gesamtwertung und somit die direkte Qualifikation für die nächste Endrunde. Bei der in Neuseeland stattfindenden Weltmeisterschaft 2011 unterlag Georgien Schottland mit 6:15 und England mit 10:41. In den weiteren Gruppenspielen resultierten ein 25:9-Sieg über Rumänien und eine 7:25-Niederlage gegen Argentinien. Als Viertplatzierter schied Georgien somit vorzeitig aus.

### Allmähliche Annäherung an die Weltspitze

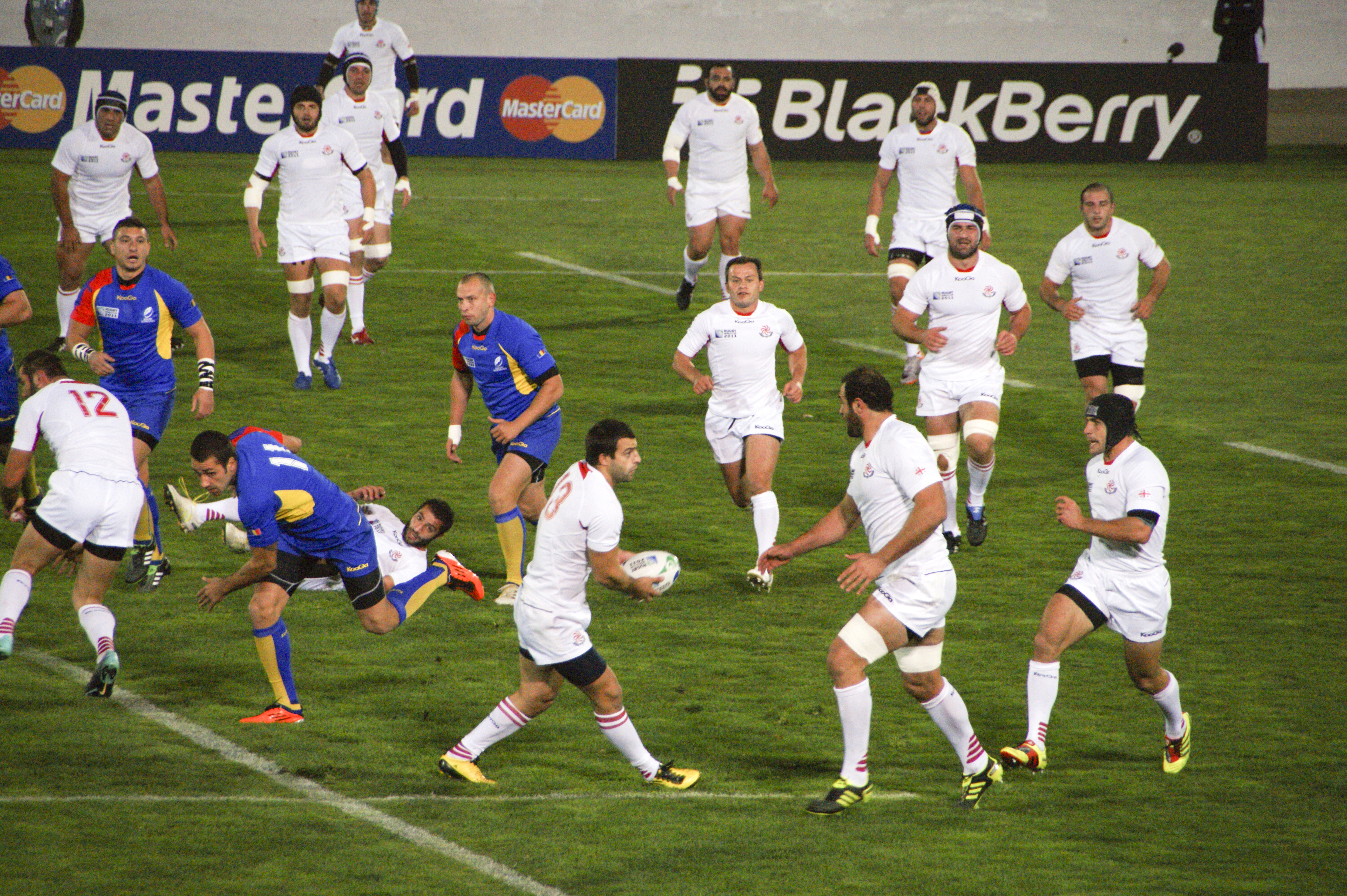
Georgien gegen Rumänien bei der Weltmeisterschaft 2011

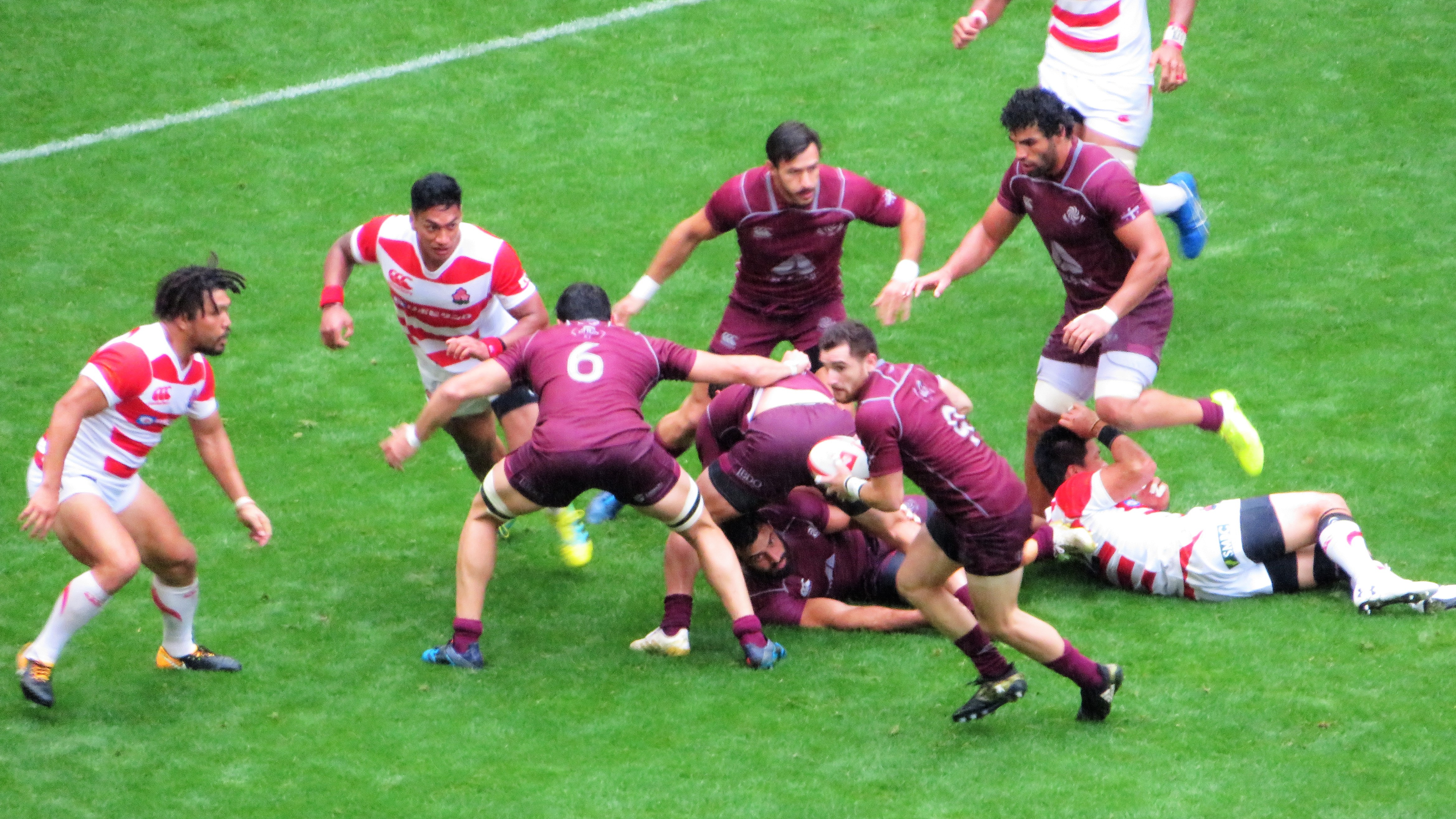
Georgien gegen Japan (2018)

Die recht guten Ergebnisse bei den Weltmeisterschaften führten in Georgien zu einem Popularitätsschub, in dessen Folge Rugby Fußball als beliebteste Zuschauersportart ablöste. Ab 2009 investierte die Stiftung Cartu des einflussreichen Unternehmers und späteren Premierministers Bidsina Iwanischwili über 100 Millionen US-Dollar in die Strukturen des georgischen Rugbysports. Dazu gehören ein nationales Leistungszentrum und mehrere regionale Trainingszentren, die nach modernsten sportwissenschaftlichen Methoden geführt werden. Iwanischwili sorgte mit seinen Beziehungen auch dafür, dass finanzkräftige Sponsoren den Verband zu unterstützen begannen und die Nationalspieler regelmäßige Medienauftritte erhielten, was zu einer noch größeren Beliebtheit von Rugby im Allgemeinen und auch der heimischen Liga Didi 10 beitrug. Seit 2016 besteht der spezialisierte Fernsehsender Rugby TV, der ausschließlich Rugbyspiele zeigt. Im Zeitraum von 2007 bis 2017 versechsfachte sich die Zahl der lizenzierten Spieler auf 15.400, während sich die Zahl der Vereine verdreifachte.
Die umfangreichen Investitionen begannen sich auszuzahlen und Georgien verbesserte sich in der Weltrangliste stetig. Beim European Nations Cup 2010–2012 gab es in zehn Spielen nur eine Auswärtsniederlage gegen Spanien, was 2011 und 2012 für die nächsten beiden Europameistertitel reichte. Georgien begann sich als feste Größe im europäischen Rugby zu etablieren und die Konkurrenz aus Rumänien und vor allem Russland hinter sich lassen. Der ebenfalls zweigeteilte European Nations Cup 2012–2014 war gleichzeitig das europäische Qualifikationsturnier für die nächste WM-Endrunde. Nochmals gelang es den Georgiern, ihre Bilanz zu steigern: Zu neun teilweise überlegenen Siegen kam ein 9:9-Unentschieden auswärts gegen Rumänien hinzu. Georgien sicherte sich mühelos die WM-Qualifikation, hinzu kamen die Europameistertitel der Jahre 2013 und 2014. Ab 2012 nahm Georgien nicht mehr am IRB Nations Cup, stattdessen war es ab 2013 Gastgeber des ebenfalls vom Weltverband organisierten Turniers Tbilisi Cup, mit dem Teams der zweiten Stärkeklasse zusätzliche Möglichkeiten für Test Matches erhielten. Georgien belegte zweimal den dritten und einmal den zweiten Platz, doch nach nur drei Ausgaben wurde das Turnier eingestellt. Bei der Weltmeisterschaft 2015 in England feierte Georgien den bisher größten Erfolg, als es in der Vorrunde zwei Siege erringen konnte. In der ersten Partie gewann man gegen Tonga mit 17:10, in der dritten gegen Namibia knapp mit 17:16. Aufgrund zweier Niederlagen gegen den späteren Weltmeister Neuseeland (10:43) und den Halbfinalisten Argentinien (9:54) belegte die Mannschaft den dritten Platz in ihrer Vorrundengruppe. Dies war ihr bestes WM-Ergebnis bisher und bedeutete die direkte Qualifikation für die nächste Endrunde.
Georgien unterstrich seinen Anspruch, eine der besten Rugbymannschaften Europas zu sein, indem es beim European Nations Cup 2014–2016 beinahe mühelos sämtliche zehn Spiele gewann, gleichbedeutend mit den Europameistertiteln der Jahre 2015 und 2016. Im Rahmen der Mid-year Internationals 2016 besuchte Georgien erstmals die pazifischen Rugbynationen und blieb auf seiner Tour unbesiegt, wobei es gegen Samoa ein Unentschieden herausholte und sowohl gegen Tonga als auch gegen Fidschi gewann. Bei der Rugby Europe Championship 2017 (der European Nations Cup war in der Zwischenzeit reformiert und umbenannt worden) unterlag Georgien im entscheidenden letzten Spiel auswärts mit 7:8 gegen Rumänien und verpasste zum ersten Mal seit 2010 den Europameistertitel. Da beide Mannschaften gleich viele Punkte hatten, war das Ergebnis der Direktbegegnung ausschlaggebend. Unmittelbar nach Spielende herrschte bei Offiziellen und Zuschauern jedoch gleichermaßen Verwirrung, da die Verantwortlichen von Rugby Europe den Siegerpokal zuerst irrtümlicherweise den Georgiern überreichen wollten, ehe sie ihren Fehler bemerkten und die Rumänen zum Europameister erklärten. Bei den End-of-year Internationals 2017 gelang gegen Wales beinahe eine Überraschung, denn Georgien unterlag lediglich mit 6:13. Mit einem „Grand Slam“ (Siege in allen Spielen) bei der Rugby Europe Championship 2019 eroberte Georgien den Titel des Europameisters zurück. Bei der Weltmeisterschaft 2019 in Japan unterlag die Mannschaft im ersten Spiel Wales mit 14:43, gewann jedoch das zweite Spiel gegen Uruguay mit 33:7. Daraufhin folgten Niederlagen gegen Fidschi (10:45) und Australien (8:27).

### Aktuelle Entwicklung

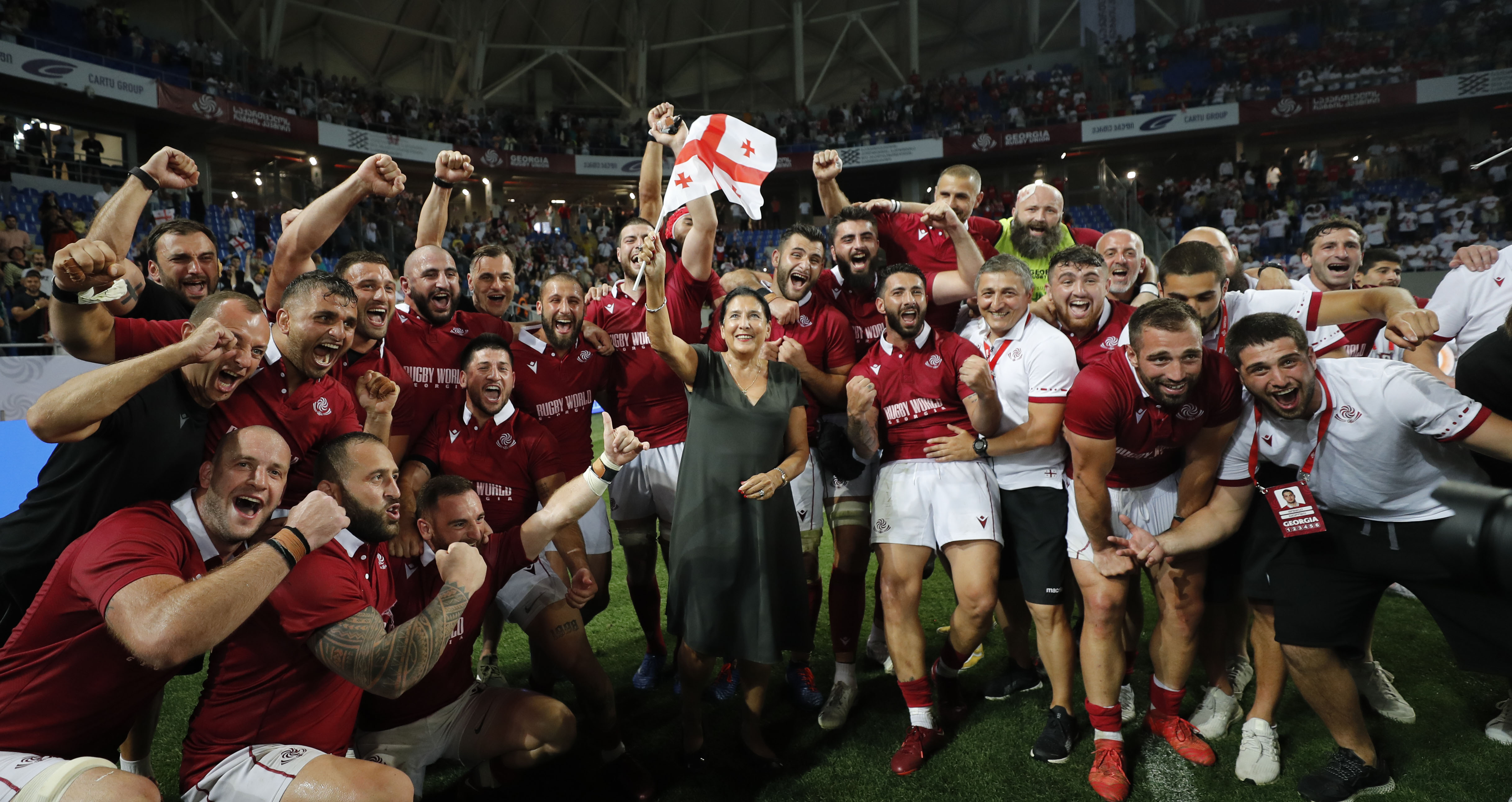
Die georgische Präsidentin Salome Surabischwili mit der georgischen Mannschaft nach dem historischen Sieg gegen Italien in Batumi (2022)

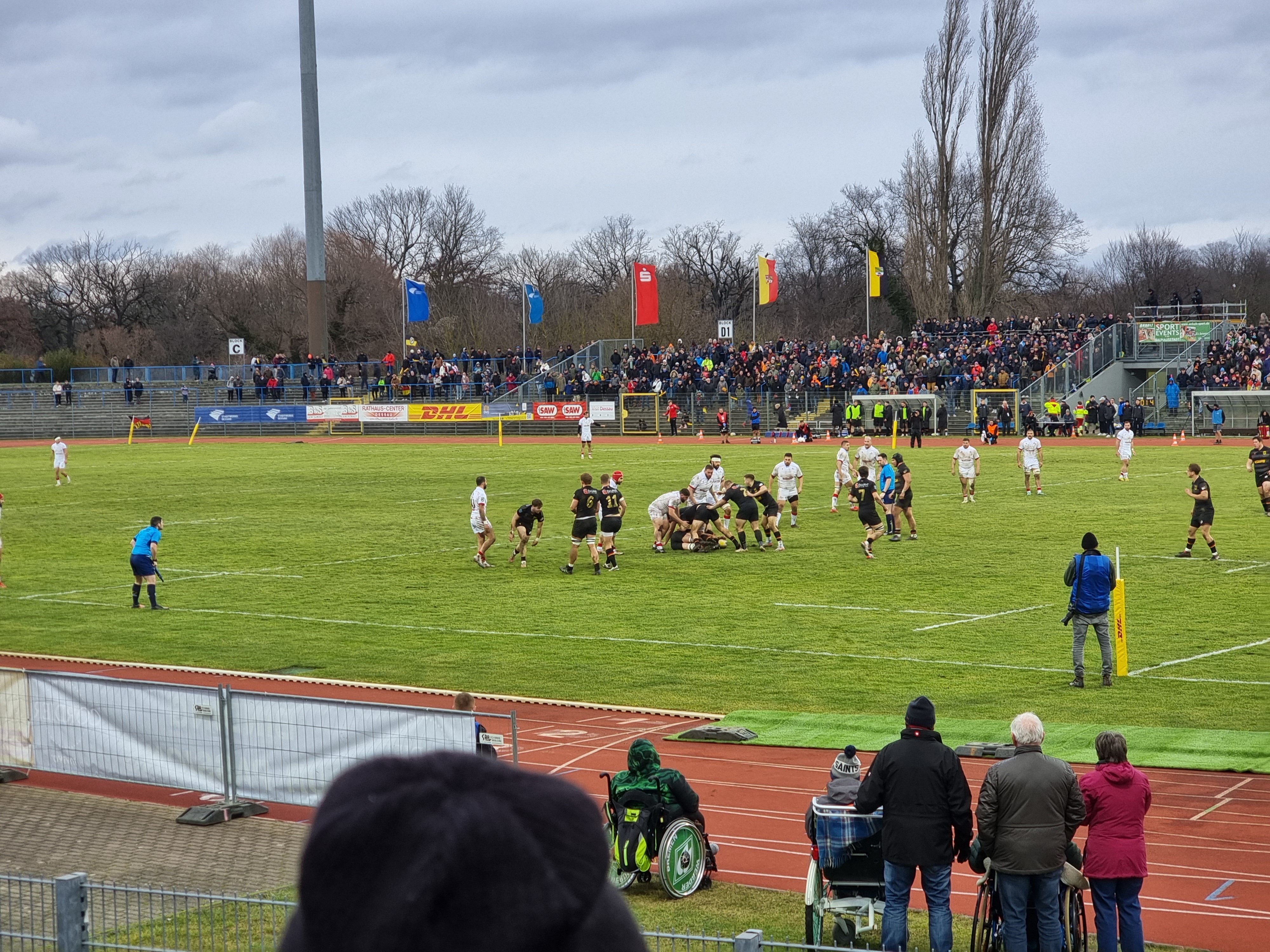
Deutschland gegen Georgien während der Rugby Europe International Championships 2023/24 in Dessau-Roßlau

Die Situation des georgischen Rugbys ist zwiespältig. Einerseits dominiert das Nationalteam die Europameisterschaft fast nach Belieben, wie ihre ungebrochene Siegesserie bei der Rugby Europe Championship 2020 und der Rugby Europe Championship 2021 unter Beweis stellt. Andererseits hat es als Bestandteil der zweiten Stärkeklasse (second tier) Mühe, im dicht gedrängten Rugbykalender überhaupt regelmäßig Begegnungen mit den weltbesten Mannschaften austragen zu können. Größtes Hindernis für eine weitere Verbesserung ist die fehlende Teilnahmemöglichkeit an einem jährlichen Turnier wie Six Nations. In der Weltrangliste ist Georgien seit der zweiten Hälfte der 2010er Jahre konstant höher klassiert als Italien, was insbesondere in den britischen Medien immer wieder zu Forderungen führt, die nicht konkurrenzfähigen Italiener zu ersetzen oder wenigstens ein System mit Auf- und Absteigern zwischen Six Nations und Europameisterschaft einzuführen. Gegen diese Überlegungen sprechen vor allem wirtschaftliche Gründe, denn Six Nations wird nicht von einem Verband, sondern von einem Privatunternehmen organisiert; außerdem bestehen langfristige Verträge mit dem italienischen Verband.
Wegen der COVID-19-Pandemie musste die Saison 2019/20 der georgischen Liga vorzeitig abgebrochen werden, die darauf folgende konnte nur in verringertem Umfang durchgeführt werden. Die Nationalmannschaft erhielt kurzfristig eine Einladung für den im November 2020 stattfindenden Autumn Nations Cup – anstelle Japans, das sich zuvor zurückgezogen hatte. Bei diesem in Großbritannien vor weitgehend leeren Rängen ausgetragenen Turnier offenbarte sich die pandemiebedingt fehlende Spielpraxis der Georgier; sie verloren ihre Spiele gegen England, Wales, Irland und Fidschi, womit sie den letzten Platz unter acht Teilnehmern belegten.
Während der Qualifikation für die Weltmeisterschaft 2023 qualifizierte sich Georgien als Europa 1 für das Hauptturnier, nachdem man in der über zwei Jahre ausgespielten europäischen Qualifikation den ersten Platz erreichte. Bei den Mid-year Internationals 2022 gelang Georgien der erste Heimsieg gegen Italien, was gleichzeitig der erste Sieg gegen eine Mannschaft der ersten Stärkeklasse überhaupt war. Bei den End-of-year Internationals im selben Jahr setzten die Georgier noch einen drauf und schlugen die Waliser auswärts in Cardiff, gleichbedeutend mit dem zweiten Sieg gegen eine Mannschaft der Six Nations. In der Rugby Europe International Championships 2023 dominierte Georgien seine Gegner erneut und sicherte sich den 15. Titel. Bei der WM-Vorrunde in Frankreich resultierten gegen Australien (15:35), Fidschi (12:17) und Wales (19:43) Niederlagen, während gegen Portugal ein Unentschieden (18:18) gelang.
In der Rugby Europe International Championships 2024 verteidigten die Georgier ihren Titel ungefährdet und gewannen damit ihren 16. Titel. Ein Jahr später startete das Team mit einem Rekordsieg von 110:0 gegen die Schweiz und blieb bis zum Turnierende unbesiegt, gleichbedeutend mit dem 17. Titel. Infolgedessen qualifizierte es sich für die Weltmeisterschaft 2027 in Australien.

## Trikot, Logo und Spitzname

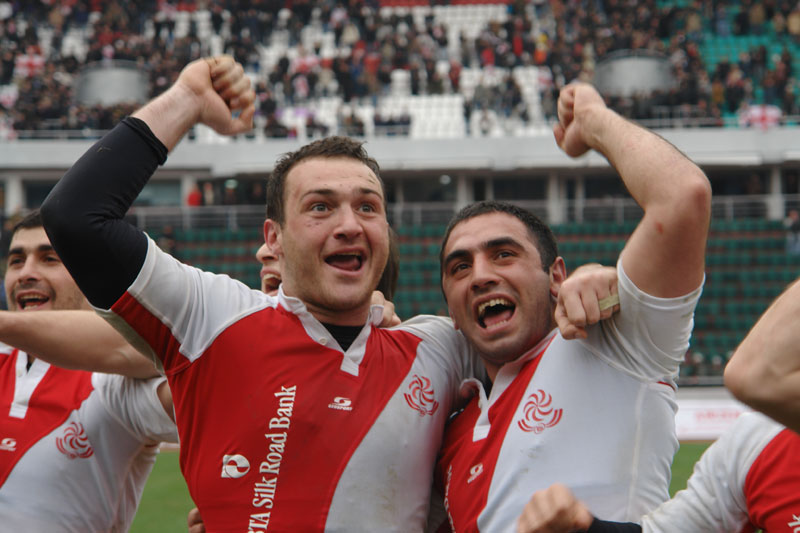
Georgische Rugbyspieler (2007)

Georgien spielt traditionell in weinroten Trikots mit weißen Hosen und weinroten Socken. Das Auswärtstrikot ist weiß mit weinroten Hosen und weißen Socken.
Aktueller Trikotausrüster der Nationalmannschaft ist der neuseeländische Sportartikelhersteller Canterbury of New Zealand, Trikotsponsor ist die georgische TBC Bank. Die weinrote Farbe der Trikots soll den Weinbau in Georgien als eines der bekanntesten Kulturgüter des Landes repräsentieren. Auf den Trikots erscheint das Verbandslogo auf der rechten Seite, das Ausrüsterlogo links und das Sponsorenlogo in der Mitte.
Der Spitzname der Nationalmannschaft lautet Lelos und leitet sich von der einheimischen Vollkontakt-Ballsportart Lelo burti ab, die große Ähnlichkeiten mit Rugby aufweist. Lelo ist außerdem das georgische Wort für einen Versuch (der wichtigsten Möglichkeit, in einem Spiel Punkte zu erzielen), worauf sich wiederum der Anfeuerungsruf Lelo, Lelo, Sakartwelo („Versuch, Versuch, Georgien“) bezieht. Das Verbandslogo zeigt die Bordschghali, ein altes georgisches Symbol der Sonne mit sieben Flügeln. Von diesem traditionellen Symbol leitet sich ein weiterer Spitzname für die Nationalmannschaft ab: Bordschghalosnebi („Männer der Sonne“).

## Heimstadion

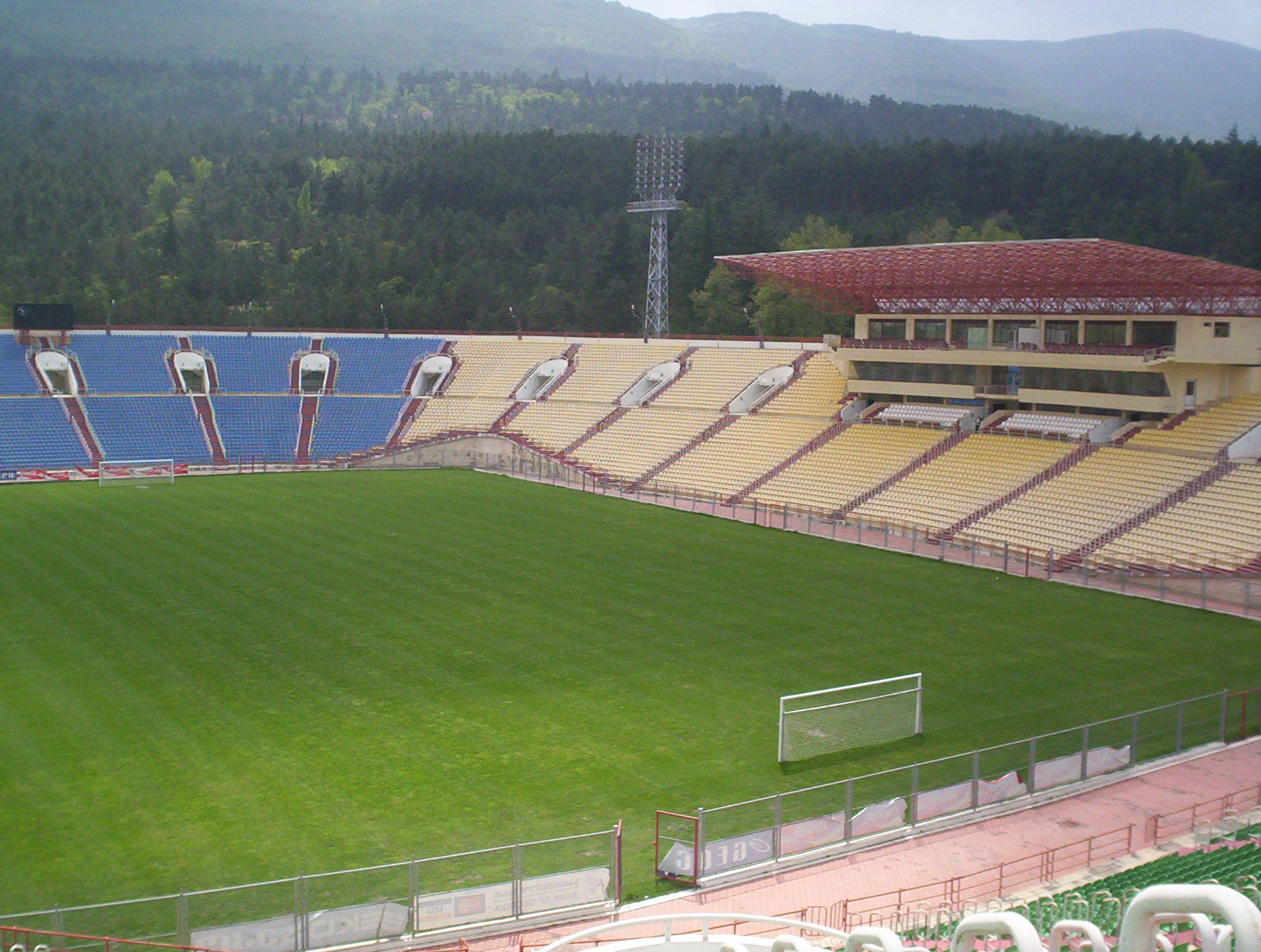
Micheil-Meschi-Stadion

Fast alle Heimspiele der georgischen Nationalmannschaft werden in der Hauptstadt Tiflis ausgetragen. Verwendet werden zu etwa gleichen Teilen die Boris-Paitschadse-Dinamo-Arena mit einer Kapazität von 54.000 Zuschauern und das 27.000 Zuschauer fassende Micheil-Meschi-Stadion. Vereinzelte Spiele wurden bisher auch in den Städten Kutaissi, Rustawi und Telawi ausgetragen.

## Test Matches

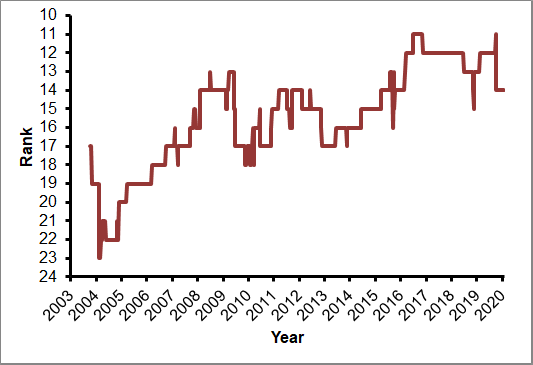
Georgiens Position in der World-Rugby-Weltrangliste seit dem 10. Oktober 2003

Georgien hat 170 seiner bisher 261 Test Matches gewonnen, was einer Gewinnquote von 65,13 % entspricht. Die Statistik der Test Matches von Georgien gegen alle Nationen, alphabetisch geordnet, ist wie folgt (Stand: 12. August 2025):
| Land               | Spiele | Gewonnen | Unent- schieden | Verloren | % Siege |
| ------------------ | ------ | -------- | --------------- | -------- | ------- |
| Argentinien        | 5      | 0        | 0               | 5        | 0,00    |
| Australien         | 3      | 0        | 0               | 3        | 0,00    |
| Barbarians         | 1      | 0        | 0               | 1        | 0,00    |
| Belgien            | 6      | 6        | 0               | 0        | 100,00  |
| Bulgarien          | 1      | 1        | 0               | 0        | 100,00  |
| Chile              | 2      | 1        | 0               | 1        | 50,00   |
| Dänemark           | 2      | 2        | 0               | 0        | 100,00  |
| Deutschland        | 10     | 10       | 0               | 0        | 100,00  |
| England            | 3      | 0        | 0               | 3        | 0,00    |
| Fidschi            | 8      | 1        | 1               | 6        | 12,50   |
| Frankreich         | 2      | 0        | 0               | 2        | 0,00    |
| Irland             | 6      | 0        | 0               | 6        | 0,00    |
| Italien            | 4      | 1        | 0               | 3        | 25,00   |
| Japan              | 7      | 3        | 0               | 4        | 42,86   |
| Kanada             | 7      | 4        | 0               | 3        | 57,14   |
| Kasachstan         | 1      | 1        | 0               | 0        | 100,00  |
| Kroatien           | 1      | 1        | 0               | 0        | 100,00  |
| Lettland           | 1      | 1        | 0               | 0        | 100,00  |
| Luxemburg          | 1      | 0        | 1               | 0        | 0,00    |
| Marokko            | 1      | 1        | 0               | 0        | 100,00  |
| Moldau             | 1      | 1        | 0               | 0        | 100,00  |
| Namibia            | 5      | 4        | 0               | 1        | 80,00   |
| Neuseeland         | 1      | 0        | 0               | 1        | 0,00    |
| Niederlande        | 9      | 8        | 0               | 1        | 88,89   |
| Polen              | 3      | 1        | 0               | 2        | 33,33   |
| Portugal           | 27     | 19       | 4               | 4        | 70,37   |
| Rumänien           | 30     | 20       | 1               | 9        | 66,67   |
| Russland           | 25     | 23       | 1               | 1        | 92,00   |
| Samoa              | 6      | 3        | 1               | 2        | 50,00   |
| Schottland         | 6      | 0        | 0               | 6        | 0,00    |
| Schweiz            | 2      | 2        | 0               | 0        | 100,00  |
| Spanien            | 29     | 24       | 1               | 4        | 82,76   |
| Südafrika          | 3      | 0        | 0               | 3        | 0,00    |
| Tonga              | 6      | 5        | 0               | 1        | 83,33   |
| Tschechien         | 8      | 8        | 0               | 0        | 100,00  |
| Ukraine            | 9      | 9        | 0               | 0        | 100,00  |
| Uruguay            | 7      | 5        | 0               | 2        | 71,43   |
| Vereinigte Staaten | 7      | 4        | 0               | 3        | 57,14   |
| Wales              | 5      | 1        | 0               | 4        | 20,00   |
| Gesamt             | 261    | 170      | 10              | 81       | 65,13   |

## Erfolge

### Weltmeisterschaften

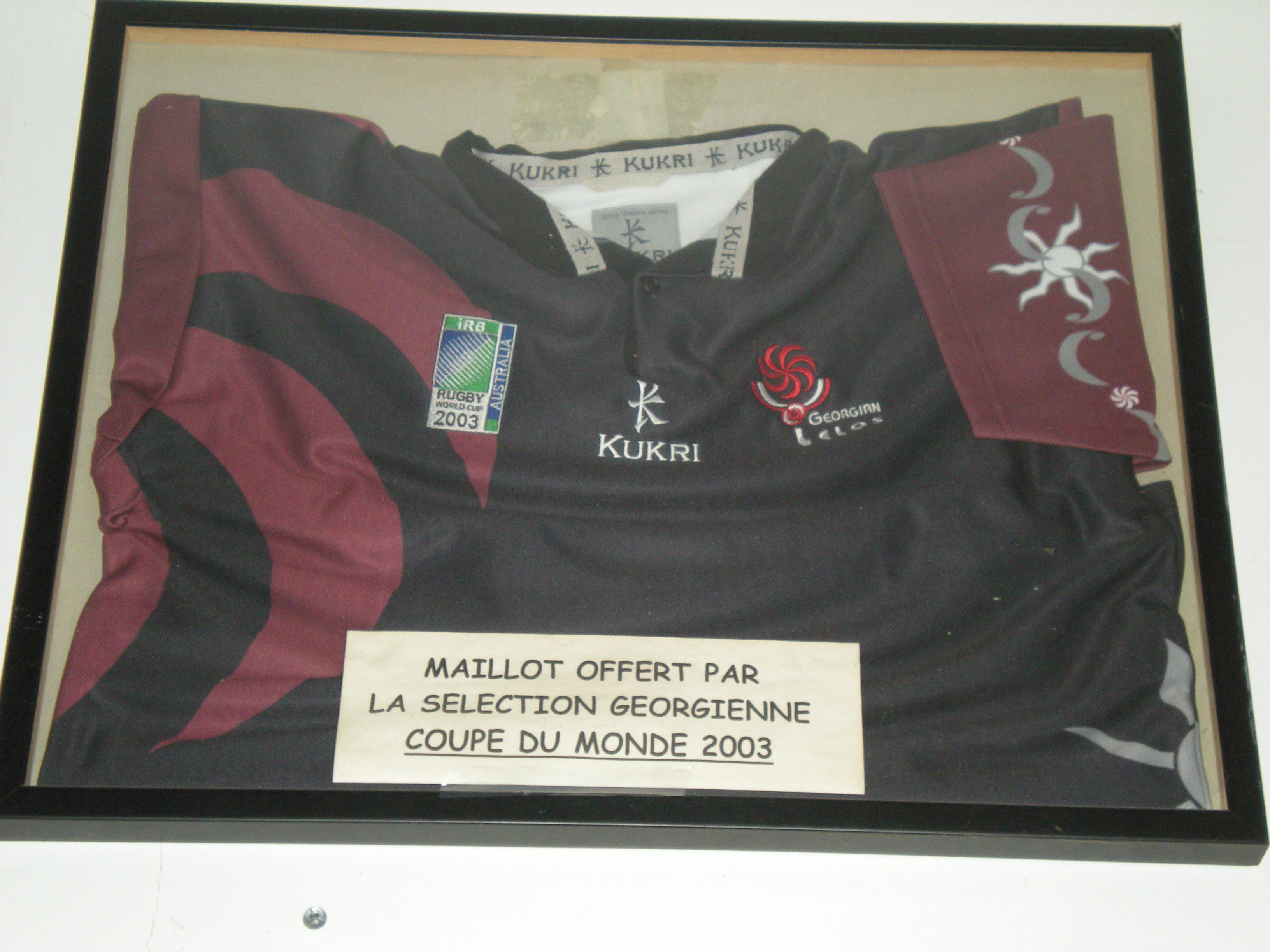
Georgiens Trikot während der WM 2003 in Australien

Georgien hat seit 2003 an jeder Weltmeisterschaft teilgenommen. Dabei gelang bei dem Turnier 2015 zwei Siege.
| Jahr | Resultat                                                        | Spiele                                                          | Siege                                                           | Unent.                                                          | Ndlg.                                                           | +/-                                                             | Punkte                                                          |
| ---- | --------------------------------------------------------------- | --------------------------------------------------------------- | --------------------------------------------------------------- | --------------------------------------------------------------- | --------------------------------------------------------------- | --------------------------------------------------------------- | --------------------------------------------------------------- |
| 1987 | Nicht teilgenommen                                              | Nicht teilgenommen                                              | Nicht teilgenommen                                              | Nicht teilgenommen                                              | Nicht teilgenommen                                              | Nicht teilgenommen                                              | Nicht teilgenommen                                              |
| 1991 | Nicht teilgenommen                                              | Nicht teilgenommen                                              | Nicht teilgenommen                                              | Nicht teilgenommen                                              | Nicht teilgenommen                                              | Nicht teilgenommen                                              | Nicht teilgenommen                                              |
| 1995 | Nicht qualifiziert (2. Qualifikationsrunde)                     | Nicht qualifiziert (2. Qualifikationsrunde)                     | Nicht qualifiziert (2. Qualifikationsrunde)                     | Nicht qualifiziert (2. Qualifikationsrunde)                     | Nicht qualifiziert (2. Qualifikationsrunde)                     | Nicht qualifiziert (2. Qualifikationsrunde)                     | Nicht qualifiziert (2. Qualifikationsrunde)                     |
| 1999 | Nicht qualifiziert (Relegationsrunde)                           | Nicht qualifiziert (Relegationsrunde)                           | Nicht qualifiziert (Relegationsrunde)                           | Nicht qualifiziert (Relegationsrunde)                           | Nicht qualifiziert (Relegationsrunde)                           | Nicht qualifiziert (Relegationsrunde)                           | Nicht qualifiziert (Relegationsrunde)                           |
| 2003 | Vorrunde                                                        | 4                                                               | 0                                                               | 0                                                               | 4                                                               | 46:200                                                          | 0                                                               |
| 2007 | Vorrunde                                                        | 4                                                               | 1                                                               | 0                                                               | 3                                                               | 50:111                                                          | 5                                                               |
| 2011 | Vorrunde                                                        | 4                                                               | 1                                                               | 0                                                               | 3                                                               | 48:90                                                           | 4                                                               |
| 2015 | Vorrunde                                                        | 4                                                               | 2                                                               | 0                                                               | 2                                                               | 53:123                                                          | 8                                                               |
| 2019 | Vorrunde                                                        | 4                                                               | 1                                                               | 0                                                               | 3                                                               | 65:122                                                          | 5                                                               |
| 2023 | Vorrunde                                                        | 4                                                               | 0                                                               | 1                                                               | 3                                                               | 64:113                                                          | 3                                                               |
| 2027 | qualifiziert (Rugby Europe International Championships 2024/25) | qualifiziert (Rugby Europe International Championships 2024/25) | qualifiziert (Rugby Europe International Championships 2024/25) | qualifiziert (Rugby Europe International Championships 2024/25) | qualifiziert (Rugby Europe International Championships 2024/25) | qualifiziert (Rugby Europe International Championships 2024/25) | qualifiziert (Rugby Europe International Championships 2024/25) |
| 2031 | noch ausstehend                                                 | noch ausstehend                                                 | noch ausstehend                                                 | noch ausstehend                                                 | noch ausstehend                                                 | noch ausstehend                                                 | noch ausstehend                                                 |

### Europameisterschaften
Die georgische Nationalmannschaft beteiligt sich seit 1991 an den Rugby-Europameisterschaften und entschied in diesem Zeitraum 17 Austragungen für sich.
- Turniersiege (17): 2000/01, 2008, 2009, 2011, 2012, 2013, 2014, 2015, 2016, 2018, 2019, 2020, 2021, 2022, 2023, 2024 und 2025

### Nations Cup
Georgien nahm viermal am IRB Nations Cup teil. Bestes Ergebnis war jeweils ein zweiter Platz bei den Turnieren 2008 und 2011.

### Weitere Test Matches
Aufgrund seiner spät erlangten Unabhängigkeit im Jahr 1991 unternahm Georgien während der Amateurära kaum Touren nach alter Tradition, da sie um das Jahr 2000 zum Erliegen kamen. Heute stehen für Test Matches jedes Jahr zwei Zeitfenster zur Verfügung, die Mid-year Internationals im Juni und die End-of-year Internationals im November. Dabei spielt Georgien seit 2002 gegen Rumänien um den Antim Cup, benannt nach dem in Georgien geborenen rumänischen Metropoliten Antim Ivireanul. Eine bedeutende Rolle spielt vor allem die Rivalität mit dem großen Nachbarn Russland; nicht nur aufgrund der politischen Spannungen (vor allem seit dem Kaukasuskrieg 2008), sondern auch aufgrund der positiven Gewinnbilanz Georgiens.

## Spieler

### Aktueller Kader
Die folgenden Spieler bildeten den Kader während der Rugby Europe Championship 2024/25:
| Spieler              | Position         | Mannschaft | Länderspiele |
| -------------------- | ---------------- | ---------- | ------------ |
| Micheil Alania       | Gedrängehalb     | Aurillac   | 008          |
| Gela Aprasidse       | Gedrängehalb     | Perpignan  | 054          |
| Wasil Lobschanidse   | Gedrängehalb     | Oyonnax    | 088          |
| Tedo Abschandadse    | Verbinder        | Aurillac   | 054          |
| Luka Matkawa         | Verbinder        | Black Lion | 023          |
| Tornike Kakhoidse    | Innendreiviertel | Black Lion | 007          |
| Giorgi Chaindrawa    | Innendreiviertel | Bordeaux   | 000          |
| Giorgi Kweseladse    | Innendreiviertel | Grenoble   | 061          |
| Georges Schwelidse   | Innendreiviertel | Brive      | 000          |
| Demur Tapladse       | Innendreiviertel | Black Lion | 040          |
| Schalwa Apziauri     | Außendreiviertel | Black Lion | 000          |
| Amiran Schwangiradse | Außendreiviertel | Black Lion | 000          |
| Akaki Tabuzadse      | Außendreiviertel | Black Lion | 044          |
| Alexander Todua      | Außendreiviertel | Black Lion | 115          |
| Dawit Niniaschwili   | Schlussmann      | Lyon       | 033          |
| Dachi Papunaschwili  | Schlussmann      | Aurillac   | 000          |

| Spieler               | Position             | Mannschaft     | Länderspiele |
| --------------------- | -------------------- | -------------- | ------------ |
| Wano Karkadse         | Hakler               | Montpellier    | 016          |
| Luka Nioradse         | Hakler               | Stade Français | 002          |
| Irakli Kwatadse       | Hakler               | Black Lion     | 000          |
| Nika Abuladse         | Pfeiler              | Montpellier    | 016          |
| Irakli Apziauri       | Pfeiler              | Lyon           | 011          |
| Luka Goginawa         | Pfeiler              | Mont-de-Marsan | 002          |
| Luka Japaridse        | Pfeiler              | Montpellier    | 009          |
| Giorgi Mamaiaschwili  | Pfeiler              | Grenoble       | 005          |
| Bachuki Tchumbadse    | Zweite-Reihe-Stürmer | Black Lion     | 000          |
| Micheil Babunaschwili | Zweite-Reihe-Stürmer | Black Lion     | 011          |
| Lado Chachanidse      | Zweite-Reihe-Stürmer | Black Lion     | 020          |
| Dawit Lagwilawa       | Zweite-Reihe-Stürmer | Grenoble       | 000          |
| Lascha Jaiani         | Zweite-Reihe-Stürmer | Nevers         | 022          |
| Giorgi Jawachia       | Zweite-Reihe-Stürmer | Grenoble       | 015          |
| Temur Tsulukidse      | Zweite-Reihe-Stürmer | Oyonnax        | 000          |
| Luka Iwanischwili     | Flügelstürmer        | Black Lion     | 016          |
| Tornike Jalaghonia    | Flügelstürmer        | Provence       | 036          |
| Beka Saghinadse       | Flügelstürmer        | Lyon           | 042          |
| Beka Schwangiradse    | Flügelstürmer        | Lyon           | 003          |
| Ilia Spanderaschwili  | Flügelstürmer        | Valence Romans | 009          |
| Giorgi Zuzkiridse     | Flügelstürmer        | Black Lion     | 039          |

### Bekannte Spieler
Bisher ist noch kein georgischer Spieler in die World Rugby Hall of Fame aufgenommen worden.

### Spielerstatistiken

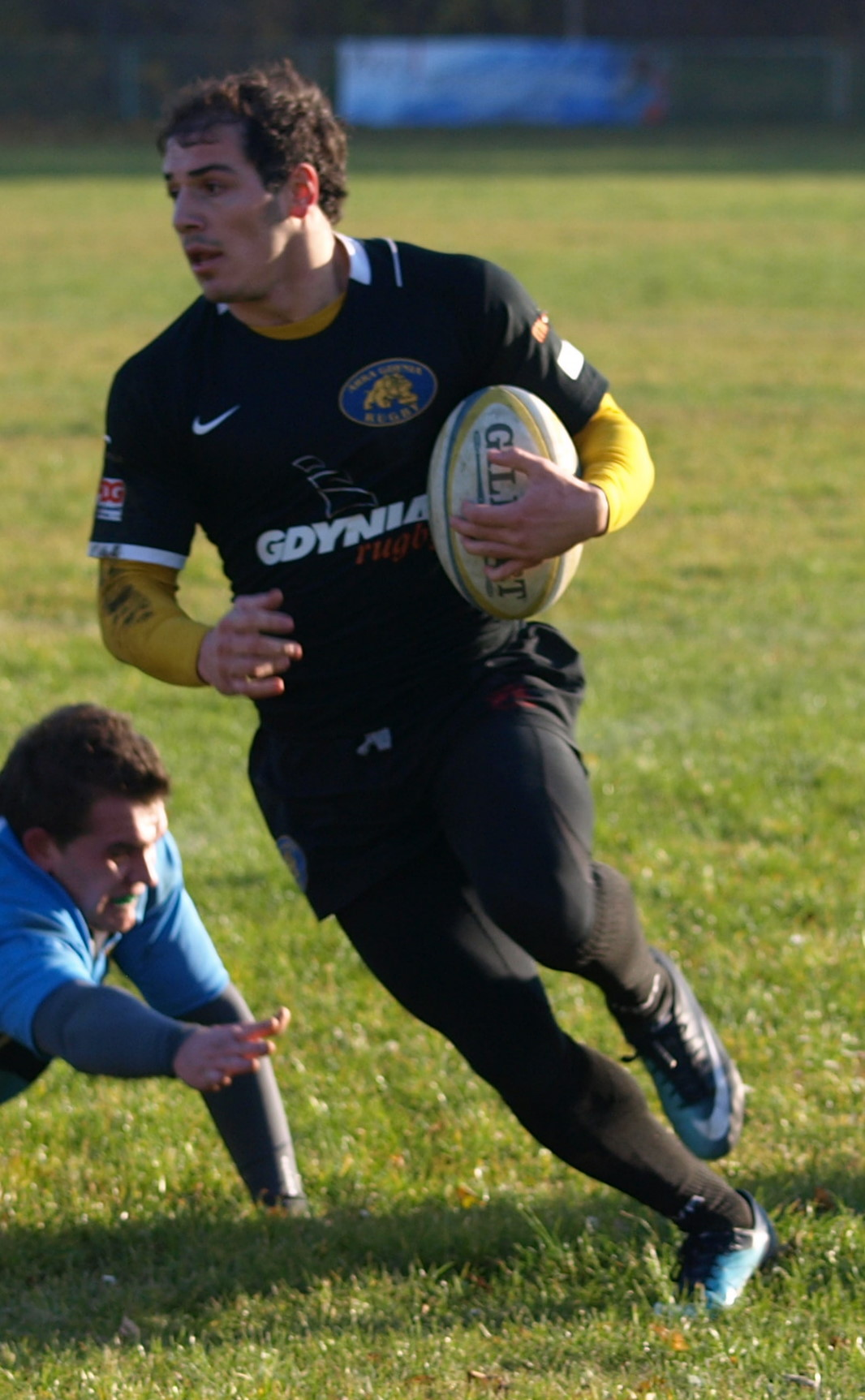
Beka Ziklauri (2010)
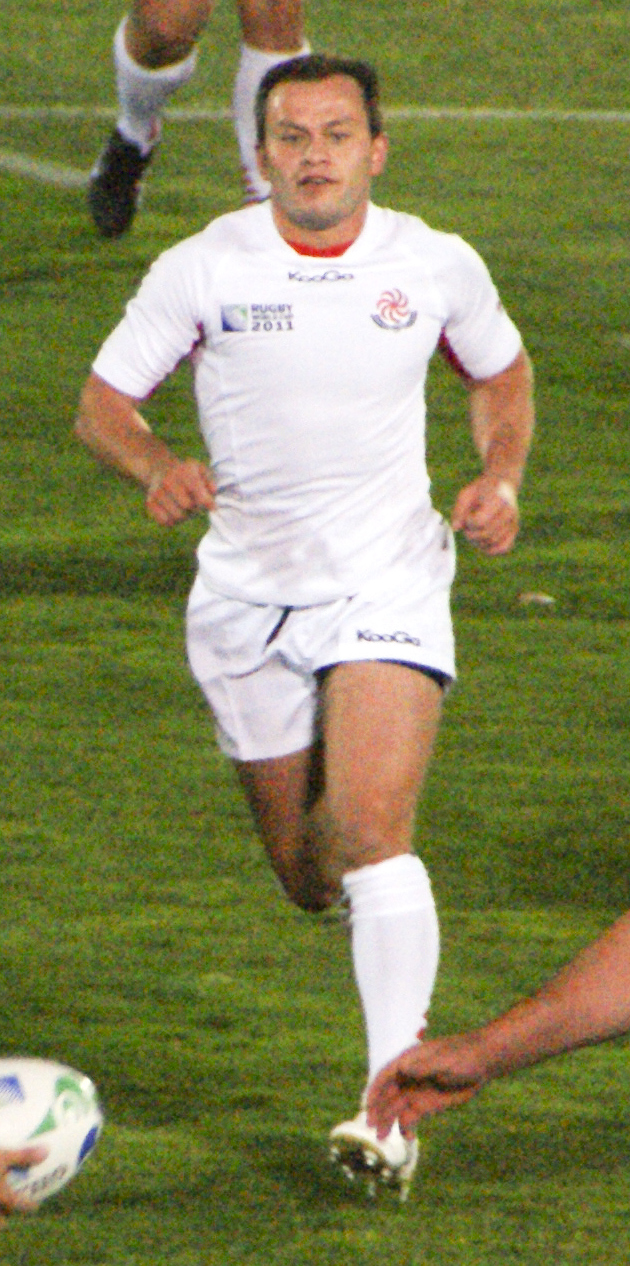
Irakli Abuseridse (2011)

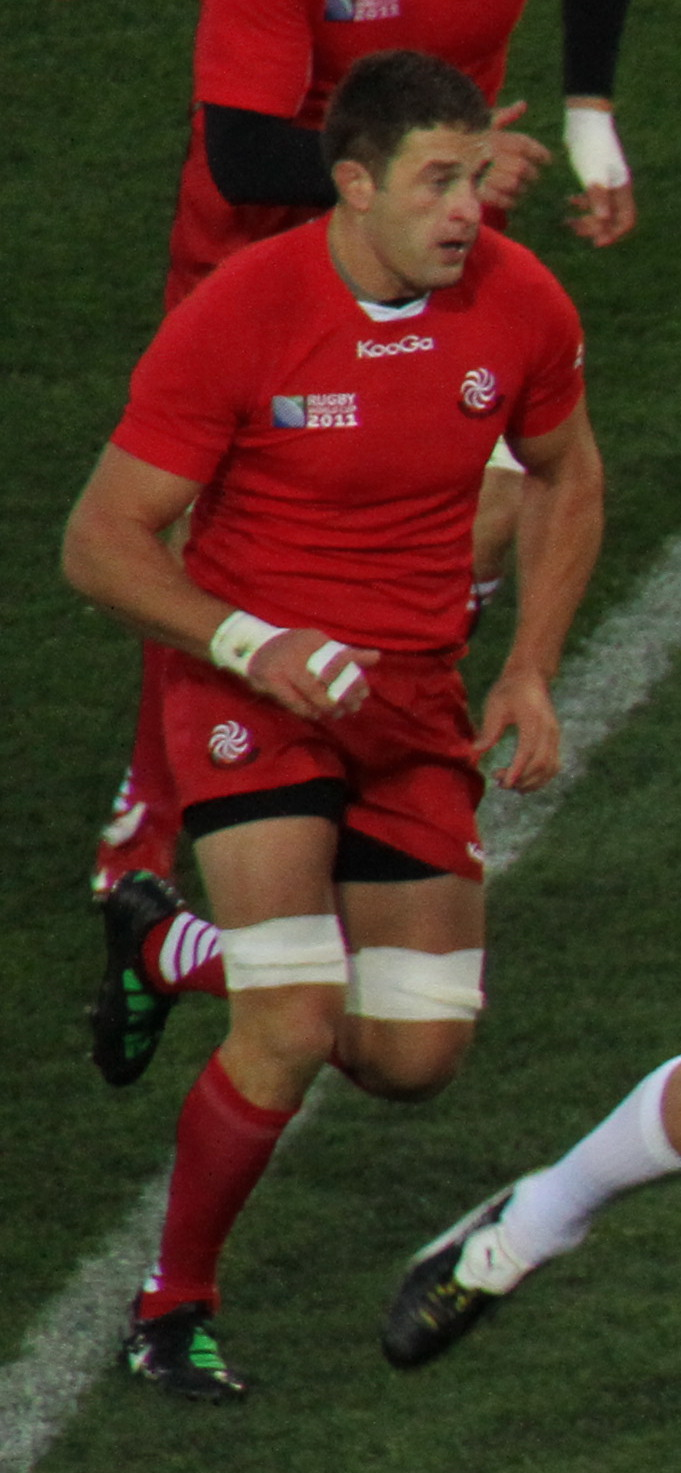
Schalwa Sutiaschwili (2011)
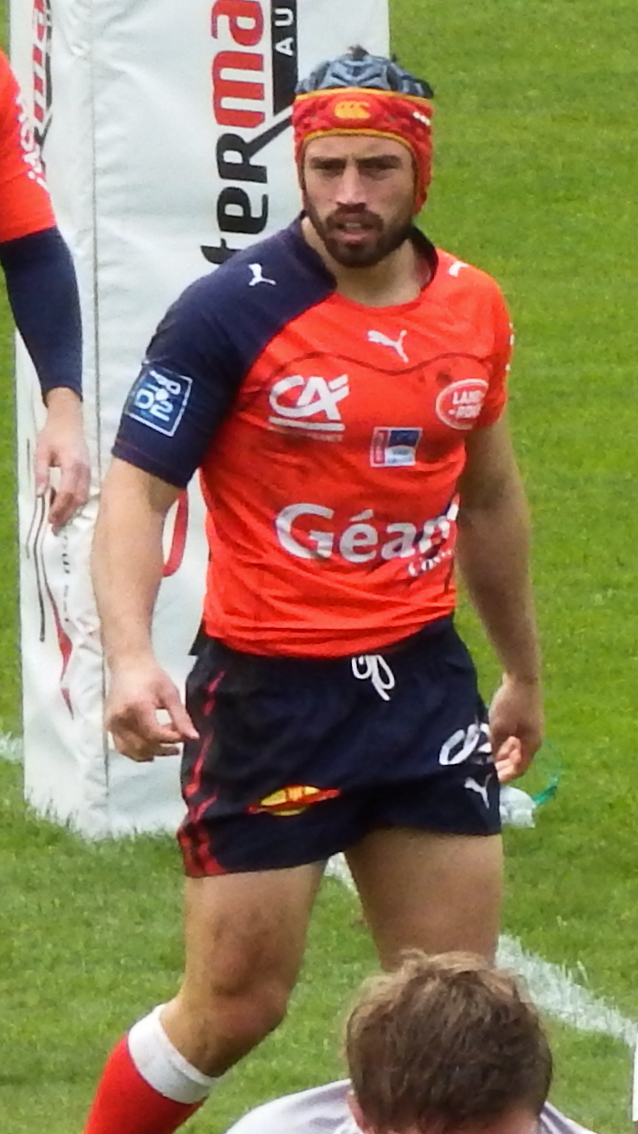
Merab Scharikadse (2017)

Nachfolgend sind die wichtigsten Statistiken aufgelistet, die Spieler Georgiens betreffen. Die mit * markierten Spieler sind noch aktiv und können sich weiter verbessern.
(Stand: März 2025)
| Rang | Name                  | Zeitraum  | Spiele |
| ---- | --------------------- | --------- | ------ |
| 01   | Dawit Katscharawa     | 2006–2020 | 122    |
| 02   | Alexander Todua *     | 2008–2025 | 119    |
| 03   | Merab Kwirikaschwili  | 2003–2018 | 115    |
| 04   | Schalwa Mamukaschwili | 2011–2023 | 103    |
| 05   | Merab Scharikadse     | 2012–2024 | 103    |
| 06   | Giorgi Tschchaidse    | 2002–2017 | 100    |
| 07   | Lascha Malaghuradse   | 2008–2023 | 100    |
| 08   | Lascha Chmaladse      | 2008–2023 | 097    |
| 09   | Giorgi Nemsadse       | 2005–2019 | 095    |
| 10   | Wasil Lobschanidse *  | 2015–2025 | 093    |

| Rang | Name                  | Zeitraum  | Spiele |
| ---- | --------------------- | --------- | ------ |
| 01   | Merab Scharikadse     | 2012–2024 | 52     |
| 02   | Irakli Abuseridse     | 2007–2012 | 36     |
| 03   | Ilia Sedginidse       | 2002–2011 | 35     |
| 04   | Irakli Matschchaneli  | 2013–2014 | 14     |
| 05   | Schalwa Sutiaschwili  | 2014–2016 | 14     |
| 06   | Mamuka Gorgodse       | 2013–2017 | 13     |
| 07   | Surab Mtchedlischwili | 1997–2007 | 12     |
| 08   | Lewan Zabadse         | 2001–2002 | 12     |
| 09   | Giorgi Nemsadse       | 2018–2019 | 11     |
| 10   | Dimitri Oboladse      | 1993–1998 | 11     |

| Rang | Name                     | Zeitraum  | Punkte |
| ---- | ------------------------ | --------- | ------ |
| 01   | Merab Kwirikaschwili     | 2003–2018 | 840    |
| 02   | Tedo Abschandadse *      | 2018–2025 | 334    |
| 03   | Pawle Dschimscheladse    | 1995–2007 | 320    |
| 04   | Malchas Urdschukaschwili | 1997–2011 | 320    |
| 05   | Akaki Tabuzadse *        | 2020–2025 | 250    |
| 06   | Lascha Malaghuradse      | 2008–2023 | 190    |
| 07   | Luka Matkawa *           | 2022–2025 | 190    |
| 08   | Soso Matiaschwili        | 2017–2021 | 159    |
| 09   | Mamuka Gorgodse          | 2003–2019 | 135    |
| 10   | Dawit Katscharawa        | 2006–2020 | 125    |

| Rang | Name                     | Zeitraum  | Versuche |
| ---- | ------------------------ | --------- | -------- |
| 01   | Akaki Tabuzadse *        | 2020–2025 | 50       |
| 02   | Mamuka Gorgodse          | 2003–2019 | 27       |
| 03   | Dawit Katscharawa        | 2006–2020 | 25       |
| 04   | Irakli Matschchaneli     | 2002–2014 | 23       |
| 05   | Tedo Sibsibadse          | 2000–2014 | 23       |
| 06   | Alexander Todua *        | 2008–2025 | 20       |
| 07   | Wasil Lobschanidse *     | 2015–2025 | 19       |
| 08   | Merab Scharikadse        | 2012–2024 | 19       |
| 09   | Merab Kwirikaschwili     | 2003–2018 | 17       |
| 10   | Malchas Urdschukaschwili | 1997–2011 | 17       |

## Trainer

Malchas Tscheischwili (2015)

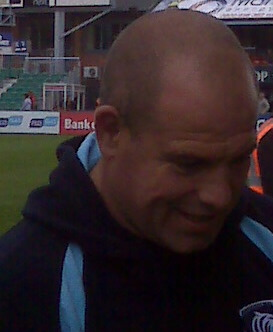
Richard Cockerill (2009)

Folgende Personen waren Trainer der georgischen Nationalmannschaft:
| Name                  | Jahre     |
| --------------------- | --------- |
| Dawit Kilasonia       | 1989–1990 |
| Temur Bendiaschwili   | 1991–1993 |
| Guram Modebadse       | 1994–1996 |
| Ross Meurant          | 1997      |
| Claude Saurel         | 1997–2003 |
| Malchas Tscheischwili | 2004–2007 |
| Tim Lane              | 2008–2009 |
| Richie Dixon          | 2010–2011 |
| Milton Haig           | 2012–2019 |
| Lewan Maisaschwili    | 2020–2023 |
| Richard Cockerill     | seit 2024 |